# Asparagus nesiotes
Asparagus nesiotes é uma espécie de planta com flor pertencente à família Liliaceae. 
A autoridade científica da espécie é Svent., tendo sido publicada em Index Seminum Hortus Acclim. Pl. Arautap. 56 (-57). 1969.

## Portugal
Trata-se de uma espécie presente no território português, nomeadamente os seguintes táxones infraespecíficos:
- Asparagus nesiotes subsp. nesiotes - presente no Arquipélago da Madeira. Em termos de naturalidade é endémica da região atrás referida. Não se encontra protegida por legislação portuguesa ou da Comunidade Europeia.